# Gears Tactics
Gears Tactics — покрокова тактична відеогра, розроблена Splash Damage спільно з The Coalition та видана Xbox Game Studios. Це відгалуження серії Gears of War і приквел до її першої гри. Спершу гра вийшла для Microsoft Windows 28 квітня 2020 року, а потім для Xbox One та Xbox Series X/S 10 листопада 2020 року.
Дія Gears Tactics відбувається за 12 років до Gears of War. Орди істот, прозваних Сараною, наступають з-під землі на міста планети Сера. Сержанту Габріелю Діазу доручають зібрати загін і знищити вченого Сарани, Уккона, відповідального за створення її солдатів.

## Ігровий процес
Гра відбувається покроково з виглядом згори. В ній належить керувати загоном солдатів із максимум чотирьох бійців, кожен з яких у свій крок може виконати три дії, витративши для цього очки дій. Що саме це будуть за дії визначає гравець: переміститися, атакувати ворога, використати особисте вміння тощо. Коли всі люди походили, настає черга дій Сарани. Поле бою, на відміну від багатьох інших подібних ігор, не розділене на сітку, кожна бойова одиниця має свою максимальну довжину шляху, який може подолати за одне очко дій. Солдати можуть переходити в режим «варти» — тоді вони слідкують за певною зоною і автоматично стріляють, щойно там з'явиться ворог. Бійці та вороги здатні ховатися в укриттях.
Існує 4 класи персонажів: Підтримка (використовує гвинтівку, посилює та лікує загін), Снайпер (використовує снайперську гвинтівку, покладається на одиничні потужні постріли), Авангард (озброєний важкою гвинтівкою, може витримувати багато поранень і привертати увагу ворогів), Розвідник (озброєний дробовиком, має здатність маскуватися) і Важковаговик (має на озброєнні кулемет, може атакувати кілька цілей та отримувати бонуси, коли стоїть у «варті»). На додачу до основної зброї всі класи озброєні пістолетом, який має малу забійність, але високу точність. Крім стрілецької зброї солдати можуть битися штиками чи кидати гранати: осколкові або лікувальні (крім Важковаговика). В кожної стрілецької зброї є свій боєзапас і її час від часу потрібно перезаряджати, витративши одне очко дій.
Коли ворог втрачає більшу частину свого здоров'я, дружній солдат може виконати «страту» — видовищне добивання, що дає всім учасникам загону додаткове очко дій. Якщо в союзника вичерпано запас здоров'я, інші учасники загону можуть реанімувати його, але після кожної наступної реанімації максимальний запас його здоров'я зменшується. У грі є п'ять класів персонажів, кожен з яких має свої унікальні здібності. Персонажам можна видавати модифікацій зброї, броні, змінювати їхнє оформлення. Додатковим учасникам загону (необов'язковим для сюжету) також можна змінювати зовнішність: додавати зачіски, шрамування, татуювання. Бійці набирають у боях досвід, що підвищує їхній рівень майстерності. На кожному рівні отримується два очка вдосконалень, які витрачаються на вивчення нових умінь. Як винагорода за виконання головних і додаткових завдань видаються кейси з модифікаціями зброї та броні. Додаткові кейси можна знайти на полі бою.
Крім основної кампанії, пропонується виконувати різні побічні місії. В кожному акті гри є декілька таких місій, на виконання яких дозволяється послати загін певного складу. Якщо бійці взяли участь в одній подібній місії, то вже не зможуть взяти участь в інших.
Після завершення кампанії розблоковується «ветеранський режим», у якому пропонується урізноманітнювати місії додатковими умовами. У грі немає багатокористувацького режиму.
З оновленням 10 листопада 2020 року гра отримала низку розширень. До загону стало можливо брати дрона, що надає підтримку військам. З'явилися посилені вороги-девіанти та «досконалі» модифікації зброї.

## Сюжет
Через рік після Дня появи, коли орда Сарани з'явилася з-під землі, лідер Коаліції, Річард Прескотт, віддає наказ обстріляти всі великі міста за межами Плато Хасінто з орбітальних супутників. Герой Маятникових воєн, сержант Габріель Діаз (батько Кейт Діаз із Gears of War 4), працює автомеханіком загону «Альфа», та несподівано отримує доручення від майора Сіда Редберна врятувати секретні документи. Вдвох Габріель і Сід вирушають до спустошеного війною міста Альдаїр, де забирають документи з урядової споруди перед тим, як місто накриває удар з супутників. У документах згадується вчений Сарани на ім'я Уккон, відповідальний за створення різних чудовиськ. Габріель з Сідом переживають обстріл, сховавшись у банковому сефі, а потім повертаються на свою базу. Проте всі, хто там були, виявляються вбиті Укконом. Прескотт наказує Діазу вбити Уккона і дає право зробити це будь-якими можливими засобами.
Габріель і Сід подорожують на БМП і приймають до загону «Альфа» врятованих з полону Сарани солдатів. Потім вони допомагають ополченцям з числа мирних жителів евакуюватися з оточення. До загону приєднується інженерка Мікайла Дорн, яка знає де шукати Уккона. Загін вирушає до міста Клейборн, де Уккон збирається стратити полонених. Мікайла стріляє в нього, проте Уккон, вдихнувши невідому речовину, миттєво зцілює себе та нацьковує на загін чудовисько Брумака. Бійці долають Брумака, але Габріель свариться на Прескотта, адже той не попередив про здатність Уккона до зцілення. Прескотт відповідає на це, що «Альфа» має чітке завдання і його виконання понад усе.
Минає два тижні. Габріель передислоковує весь свій загін до пустелі Васгара, де ховаються біженці. Загін знаходить порожню каністру, вміст якої раніше вдихав Уккон, а Мікайла з'ясовує, що каністра належить Інституту здоров'я «Недрома», де досліджувалося «легеневе іржавіння» — хвороба, яку спричиняють випари імульсії, місцевого аналога нафти. Розшукавши решту каністр, Мікайла виявляє, що всередині міститься підсилювач імунної системи, який лікує «легеневе іржавіння». Зрозумівши, що Уккон не може жити без інгаляцій із цих каністр, Габріель готує засідку. Загону «Альфа» вдається заманити Уккона в пастку та захопити його. Однак Уккон каже, що радий знову бачити Редберна, а слідом Редберн нокаутує Діаза. Мікайла втручається, приголомшивши його ударом лопати. Уккону вдається вирватися і втекти, викликавши істоту Трупаря. Загін «Альфа» перемагає чудовисько, скинувши на його голову балку.
Діаз і Мікайла затримують Редберна, а Прескотт наказує стратити його за зраду. Редберн зізнається, що раніше він працював у генетичній лабораторії «Нова надія», де намагалася лікувати «легеневе іржавіння». Тамтешні вчені в своїх експериментах знайшли спосіб використати імульсію для перетворення хворих на суперсолдатів, якими і є Сарана. Більшість пацієнтів «Нової надії» збожеволіли та здичавіли, за винятком Уккона, що розвинув здатність зцілюватися. Діаз і Мікайла за вказівкою Редберна вирушають на аванпост у Вінлоку, де з таємних записів переконуються, що це правда.
Дізнавшись, що загін «Альфа» розкрив таємницю походження Сарани, Прескотт запитує в Габріеля його координати і намагається вбити за допомогою супутника. Хоча загін «Альфа» вважається після цього мертвим, його учасники виживають, бо Габріель зумисне передав хибні координати. Бійці вирішують дотримуватися своєї місії знищення Уккона. Редберн повідомляє що вчені з «Нової надії» створили газ, який може нейтралізувати цілющу здатність Уккона. Редберн стверджує, що зможе виготовити газ, а Мікайла тоді помістить його у газову гранату. Після того як Мікайла створює газову гранату, загін «Альфа» береться за пошуки бази Уккона. Діаз вважає, що Уккон перебуває в провінції Зеніч, де підозріло мирна обстановка. Вирушивши на розвідку, Діаз рятує цивільну з полону Сарани. Вона розповідає, що переховувалася з батьком в лабораторії, яку зайняв Уккон. З невідомої причини Уккон убив її батька та всіх інших мешканців, але її помилував. Полонена називає своє ім'я — Рейна (героїня Gears of War 4), та погоджується показати шлях до лабораторії за умови, що вона особисто зможе вбити Уккона. Діаз погоджується і бере базу в облогу. Мікайла ослаблює Уккона газом і ранить його кількома пострілами. Тоді Уккон відступає вглиб лабораторії. Діаз, Редберн, Мікайла і Рейна вирушають навздогін, поки решта загону прикриває їх. Уккон осідлує Гідру та прикликає всі свої війська, але зрештою гине від пострілу Рейни. Потім Рейна забирає в нього амулет своєї матері, яку вона ніколи не бачила. Загін «Альфа» вирішує присвятити себе знищенню решти творінь Уккона.

## Оцінки й відгуки
| Агрегатор  | Оцінка |
| ---------- | ------ |
| Metacritic | 80/100 |

| Видання       | Оцінка |
| ------------- | ------ |
| Game Informer | 85/100 |
| GameSpot      | 80/100 |
| GamesRadar+   | 70/100 |
| IGN           | 9/10   |

На агрегаторі Metacritic гра зібрала середню оцінку 80 балів зі 100.
Вес Фенлон з PC Gamer писав, що по-перше Gears Tactics виглядає чи не найгарнішою в жанрі завдяки відмінній графіці, базованій на рушієві Unreal. Хоча вона нагадує XCOM, але використовує вільнішу формулу, де головне не виконати кожну конкретну дію якомога ефективніше, а якнайбільше подовжити крок кожного бійця. При цьому гра регулярно підкидає головоломки, для вирішення яких потрібно застосовувати здібності кожного класу. Щодо сюжету підкреслювалося, що заставки виглядають чудово, проте історія перевантажена на початку і розтягнута в третій дії, а її лінійна структура робить побічні місії надто нав'язливими.
Згідно з Бреттом Македонським із Destructoid, гра тримається на синергії класів персонажів, на їх взаємодоповненні, що дуже цікаво, але складно для оволодіння. «Навіть коли перевага здається очевидною, важливо зважити плюси і мінуси кожного рішення». Запровадження «страт» було важливим кроком, що не тільки дає додаткові очки дій, а й переносить механіку ігор основної серії до тактичного жанру. Відзначалося, що взагалі Gears Tactics заохочує до агресивного стилю битв. Та оскільки гра виключно сюжетна, то це спонукає брати в бої лише центральних персонажів і набір додаткових військ стає безглуздий.
Рік Лейн із «The Guardian» підкреслював, що Gears Tactics прагне виглядати як екшн, але зрештою вона чудово з цим справляється, пропонуючи агресивний темп і відмінну графіку. Ця гра нагадує американський футбол, де за постійною активною дією криється обдумування та розрахунок.
Як писав Ден Стейплтон з IGN, Gears Tactics вдало запозичує знакові елементи ігор основної серії, такі як ковзання між укриттями чи видовищні добивання. При цьому Gears Tactics виглядає вражаюче — майже на одному рівні з Gears 5, і добре оптимізована, що дозволяє запускати її навіть на найвищих налаштуваннях на зовсім не найпотужніших комп'ютерах. Найбільший недолік гри — це побічні місії, які хоча й винагороджуються хорошими трофеями, проте затягують сюжет. Також у ній забагато модифікацій зброї та не завжди достатньо інформативний інтерфейс, але в цілому Gears Tactics є достойною частиною серії.